# Conosia irrorata
Conosia irrorata là một loài ruồi trong họ Limoniidae. Chúng phân bố ở miền Cổ bắc, Afrotropisch, miền Ấn Độ - Mã Lai và miền Australasia.